# 좌찬성
좌찬성(左贊成)은 조선시대 2찬성 가운데 하나로 의정부의 종1품 관직이며 정원은 1인이다.이재(二宰) 또는 이상(貳相)이라 불렀다. 이재는 삼정승에 이은 둘째 재상이란 뜻이다.

## 내용
우찬성과 함께 3의정을 보좌하였으며 육조의 판서를 거친 후 우의정이나 좌의정으로 진급하기 전 좌찬성과 우찬성에 임명되는 것이 보통이었다.
좌찬성은 보통 의금부판사나 훈련원의 지사를 겸직하였다. 품계는 숭정대부(崇政大夫)와 숭록대부(崇綠大夫)이며 정원은 1명이었다. 증직으로는 주로 공적이 있는 문무신 관료, 왕의 사친(생모)의 죽은 할아버지나 대원군의 외조부, 혹은 왕비의 할아버지, 후궁의 아버지에게 좌찬성이 증직되었다.

## 경위
1400년(정종 2) 4월 고려 충렬왕 이래 도평의사사(都評議使司)가 의정부로 개편될 때의 문하시랑찬성사(門下侍郎贊成事)에서 비롯되었다. 이것이 1437년(세종 19) 10월까지 왕권 및 의정부기능과 역학관계를 가지면서 확립되었다.
1401년(태종 1) 의정부찬성사, 1414년 4월 동판부사, 같은 해 6월 좌참찬·우참찬(기능으로는 참찬으로 계승), 1415년 1월 찬성으로 각각 계승, 변천되었다. 한편, 1437년에는 의정부서사제(議政府署事制)의 부활로 의정부 기능이 강화되었다. 이에 따라 의정부 소속 관직이 조정되어 찬성 1인이 2인으로 증가되고, 곧 이어 찬성 2인이 각각 좌찬성·우찬성으로 분리되면서 확립되었다.
이것이 ≪경국대전≫에 명문화되면서 후대로 계승되다가, 1895년(고종 32) 의정부제가 내각제(內閣制)로 개편될 때 우찬성과 합해 내각총서(內閣總書)로 개칭되면서 폐지되었다.

## 참고 문헌
- 『태조실록』
- 『태종실록』
- 『세종실록』
- 『대전회통』
- 『증보문헌비고』

## 같이 보기
- 우찬성
- 좌의정
- 우의정
- 영의정